# Yellow Red Koninklijke Voetbalclub Mechelen
Il Yellow Red Koninklijke Voetbalclub Mechelen, noto anche come KV Mechelen, chiamato comunemente Mechelen o a volte anche con il nome francese Malines, è una società calcistica belga con sede nella città di Mechelen. Gioca nella massima serie del calcio belga.
Fondato nel 1904, ebbe il suo periodo migliore verso la fine degli anni ottanta, quando riuscì ad affermarsi anche a livello internazionale con la vittoria della Coppa delle Coppe 1987-1988 e della Supercoppa europea 1988.

## Storia

Rutjes ed Emmers, fra i protagonisti del competitivo Mechelen di fine anni 80, sorridenti al termine della vittoriosa semifinale di Coppa delle Coppe 1987-1988

Il Mechelen viene fondato nel 1904, pochi mesi dopo la nascita dei rivali del Racing Mechelen. Disputa per la prima volta il massimo campionato belga nella stagione 1921-22 classificandosi ultimo e venendo subito retrocesso. In generale gli anni venti sono caratterizzati da continui passaggi dalla prima alla seconda categoria e viceversa. Dalla fine del decennio, però, riesce a rimanere in prima divisione con continuità, e conquista anche un secondo posto nella stagione 1930-31, finendo alle spalle dell'Anversa.
Durante la Seconda guerra mondiale il campionato non si disputa con regolarità, ma il Mechelen conquista il suo primo titolo nazionale nel campionato 1942-43. Dopo la fine della guerra arrivano altri due titoli, nella stagione 1945-1946 e in quella 1947-1948. Dopo qualche buon piazzamento negli anni a seguire, il Mechelen disputa per la prima volta la finale della Coppa nazionale nel 1954. La partita, disputata contro lo Standard Liegi, viene però persa 3-1.
Dopo due sole stagioni, al termine del campionato 1955-56, la squadra retrocede in seconda divisione, tornando a disputare il massimo campionato nella stagione 1963-1964. Questa si conclude però con un'altra retrocessione, ma il Mechelen torna immediatamente al livello superiore e nel 1967 disputa un'altra finale di Coppa, venendo però nuovamente sconfitto dallo Standard. Due anni dopo si assiste ad una nuova caduta in seconda divisione e anche negli anni settanta la squadra non riesce ad esprimersi ad alti livelli, così come nella prima parte degli anni ottanta, tornando stabilmente in prima divisione nel 1983.
Le cose cambiano decisamente verso la fine del decennio: il Mechelen ottiene un secondo posto nel campionato 1986-1987 e nella stessa stagione conquista anche la Coppa nazionale per la prima volta, battendo 1-0 il Liegi in finale. Grazie a questo trofeo il club disputa la Coppa delle Coppe 1987-88: grazie anche ai gol di Eli Ohana e Piet den Boer e all'apporto, tra gli altri, di giocatori come Michel Preud'homme e Erwin Koeman la squadra centra al primo tentativo la vittoria del prestigioso trofeo. I belgi incontrano in semifinale una sorprendente Atalanta, squadra disputante in quella stagione il campionato di Serie B, e vince entrambe le partite per 2-1. Il Mechelen accede così alla finale di Strasburgo, dove incontra l'Ajax e conquista la coppa, vincendo la partita 1-0 con un gol dell'olandese den Boer al 53'.
La stagione successiva si apre con la conquista della Supercoppa europea, che il Mechelen conquista sconfiggendo nel doppio confronto un'altra squadra olandese, il PSV, in cui milita Ronald Koeman, fratello di Erwin. I belgi partecipano nuovamente alla Coppa delle Coppe da campioni in carica, eliminando tra gli altri i connazionali dell'Anderlecht, ma si devono arrendere in semifinale alla Sampdoria, che riesce a rimontare, con un 3-0 a Genova, il 2-1 subito in Belgio. Ad ogni modo la stagione si conclude con la conquista del quarto titolo nazionale. La squadra può così partecipare alla Coppa dei Campioni 1989-1990, dove viene però eliminato nei quarti dal Milan: nella partita di andata in casa il Mechelen ottiene uno 0-0 contro i campioni in carica, ma nella partita di ritorno al Meazza gli italiani riescono a vincere la partita 2-0 ai tempi supplementari.
Negli anni immediatamente successivi la squadra disputa altre due finali di Coppa del Belgio, mentre in campionato riesce in un primo tempo a classificarsi nella parte alta della classifica, riuscendo anche a disputare nella prima metà degli anni novanta quattro edizioni della Coppa UEFA; tra queste, quella in cui riesce ad avanzare maggiormente è l'edizione 1993-94, dove viene eliminata negli ottavi dal Cagliari, che esce vincitore in entrambe le gare.
La squadra retrocede però al termine del campionato 1996-1997. Gli anni seguenti sono caratterizzati da continui cambi di categoria tra la prima e la seconda divisione fino al 2003, quando, retrocesso in seconda divisione, non riesce ad iscriversi al campionato ed è costretta a ripartire dalla terza divisione. Il 10 giugno 2007 la squadra viene promossa nella Jupiler League, mentre nel 2009 torna in finale nella coppa nazionale, ma viene sconfitto 2-0 dal Genk.
Il club fiammingo torna a vincere un trofeo soltanto nel 2019: la seconda Coppa del Belgio della sua storia viene vinta in finale contro il Genk per 2-1.

## Cronologia dei nomi
- 1904: Football Club Malinois
- 1929: Royal Football Club Malinois
- 1952: Koninklijke Football Club Malinois
- 1970: Koninklijke Voetbalclub Mechelen
- 2003: Yellow-Red KV Mechelen
- 2003-: KV Mechelen

## Palmarès

### Competizioni nazionali
- Campionato belga: 4

1942-1943, 1945-1946, 1947-1948, 1988-1989
- Coppa del Belgio: 2

1986-1987, 2018-2019
- Tweede klasse: 7

1925-1926, 1927-1928, 1962-1963, 1982-1983, 1998-1999, 2001-2002, 2018-2019
- Derde klasse: 1

2004-2005

### Competizioni internazionali
- Coppa delle Coppe: 1

1987-1988
- Supercoppa UEFA: 1

1988

## Giocatori

### Vincitori di titoli
Campioni d'Europa
- Erwin Koeman (Germania Ovest 1988)

Calciatori campioni olimpici di calcio
- Frans Dogaer (Anversa 1920)

## Statistiche

### Partecipazioni alle coppe europee
Tabella aggiornata al termine della stagione 2023-2024.
| Competizione                  | Partecipazioni | G  | V  | N | P | RF | RS |
| ----------------------------- | -------------- | -- | -- | - | - | -- | -- |
| Champions League              | 1              | 6  | 2  | 3 | 1 | 9  | 3  |
| Coppa delle Coppe             | 2              | 17 | 13 | 3 | 1 | 26 | 8  |
| Coppa UEFA/UEFA Europa League | 4              | 14 | 3  | 5 | 6 | 14 | 15 |
| Supercoppa UEFA               | 1              | 2  | 1  | 0 | 1 | 3  | 1  |

## Organico

### Rosa 2025-2026
Aggiornata al 4 agosto 2025.
| N. |                      | Ruolo | Calciatore             |
| -- | -------------------- | ----- | ---------------------- |
| 1  | Belgio (bandiera)    | P     | Ortwin De Wolf         |
| 2  | Marocco (bandiera)   | D     | Redouane Halhal        |
| 3  | Spagna (bandiera)    | D     | José Marsà             |
| 4  | Senegal (bandiera)   | D     | Gora Diouf             |
| 5  | Australia (bandiera) | C     | Ryan Teague            |
| 6  | Svezia (bandiera)    | C     | Fredrik Hammar         |
| 7  | Francia (bandiera)   | D     | Thérence Koudou        |
| 8  | Guinea (bandiera)    | C     | Mory Konaté            |
| 11 | Belgio (bandiera)    | A     | Nikola Storm           |
| 13 | Spagna (bandiera)    | P     | Nacho Miras            |
| 14 | Belgio (bandiera)    | A     | Benito Raman           |
| 15 | Belgio (bandiera)    | P     | Tijn Van Ingelgom      |
| 16 | Belgio (bandiera)    | C     | Rob Schoofs (capitano) |
| 17 | Algeria (bandiera)   | D     | Rafik Belghali         |

| N. |                        | Ruolo | Calciatore         |
| -- | ---------------------- | ----- | ------------------ |
| 18 | Belgio (bandiera)      | D     | Ian Struyf         |
| 19 | Svezia (bandiera)      | C     | Kerim Mrabti       |
| 20 | Germania (bandiera)    | A     | Lion Lauberbach    |
| 21 | Turchia (bandiera)     | A     | Halil Özdemir      |
| 22 | Slovenia (bandiera)    | D     | Lovro Golič        |
| 23 | Marocco (bandiera)     | D     | Moncef Zekri       |
| 27 | Belgio (bandiera)      | A     | Keano Vanrafelghem |
| 30 | Belgio (bandiera)      | D     | Lukas Baert        |
| 32 | Belgio (bandiera)      | P     | Axel Willockx      |
| 33 | Paesi Bassi (bandiera) | D     | Tommy St. Jago     |
| 35 | Belgio (bandiera)      | C     | Bilal Bafdili      |
| 36 | Ghana (bandiera)       | C     | Elton Yeboah       |
| 38 | Zimbabwe (bandiera)    | A     | Bill Antonio       |
| 77 | Germania (bandiera)    | C     | Patrick Pflücke    |

## Stagioni precedenti
- 2011-2012
- 2013-2014